# Sementron
Sementron é uma comuna francesa na região administrativa de Borgonha-Franco-Condado, no departamento de Yonne. Estende-se por uma área de 11,63 km². Em 2010 a comuna tinha 108 habitantes (densidade: 9,3 hab./km²).